# Saint-Barbant
Saint-Barbant (tiếng Occitan: Sent Barbant) là một xã của tỉnh Haute-Vienne, thuộc vùng Nouvelle-Aquitaine, miền trung nước Pháp.